# Ídolos (5.ª edição)
A quinta edição do Ídolos em Portugal, estreou em Março de 2012 na SIC.

## Mecânica do programa
- Numa fase inicial, é efetuado um casting no Porto, Braga, Lisboa e Estoril. Esta fase é livre, ou seja, qualquer pessoa com idade entre 16 e 28 anos pode inscrever-se no programa. Para este primeiro casting, o concorrente deve preparar duas músicas, uma em português e outra em inglês, para apresentar ao quadro de jurados. Este último deve decidir se o concorrente permanece no concurso ou não. É de referir que as músicas podem ser interpretadas a cappella ou acompanhadas de um instrumento musical, tocado ao vivo pelo concorrente.

- Na 1.ª Fase do Teatro, os sobreviventes do casting reúnem-se no Centro de Espetáculos do Tróia Design Hotel. Divididos por grupos de cerca de 10 concorrentes, sobem ao palco e cantam uma música, à sua escolha, a cappella. O Júri, de seguida, pondera acerca da prestação de cada concorrente. Apenas alguns poderão avançar para a fase seguinte.

- Na Fase de Grupos, também realizada no Centro de Espetáculos do Tróia Design Hotel,  os concorrentes que avançaram na 1.ª fase do teatro dividem-se em grupos de três pessoas. Nesta fase, a produção do programa seleciona algumas músicas para que cada grupo escolha, ensaie e interprete uma delas (à escolha), bem como preparar uma coreografia que envolva todos os elementos do grupo, para mais tarde apresentar ao júri: de seguida, este discute acerca da prestação de cada elemento do grupo, para chegar a um consenso acerca do futuro de cada concorrente no programa.

- A Fase do Piano, que é realizada no Centro de Espetáculos do Tróia Design Hotel consiste no seguinte: os concorrentes que prosseguiram na fase de grupos cantam agora uma canção, individualmente, acompanhados apenas por piano ou por um instrumento por eles tocado. As canções devem fazer parte de uma lista escolhida previamente pela produção do programa.

- No Juízo Final, todos os concorrentes que passaram pela fase do piano encontram-se frente a frente com o grupo de jurados. Neste confronto, o júri dialoga com o concorrente acerca do seu percurso no Ídolos, podendo inclusivamente pedir-lhe que cante uma música à sua escola, a cappella, para assim esclarecer as suas dúvidas. Desta fase restam os 14 semifinalistas.

- Na Semi-final, que é também a 1.ª Gala ao vivo, o Top 14 atua individualmente e é munido de um número de telefone para votação do público (preço de chamada: 0.60€ + IVA). No final da gala, os 5 concorrentes mais votados pelo público avançam para a 2.ª Gala ao vivo. Seguidamente, o júri resgata mais cinco concorrentes, podendo nesta etapa incluir-se uma fase Wildcard.

- Na fase Wildcard, que poderá ocorrer se, eventualmente, o júri se encontrar indeciso entre salvar um ou outro concorrente, os dois cantores devem cantar uma música para assim esclarecer as dúvidas ao júri.

- Na fase das Galas, os concorrentes atuam individualmente e, no final da noite, o menos votado pelo público é eliminado da competição. No entanto, a partir do Top 10 e até restarem quatro finalistas (Top 4), o júri é munido do poder de resgatar o concorrente menos votado, possibilitando-o de continuar na competição mais uma semana. É de referir que o Júri apenas pode optar por utilizar este poder uma vez e, na semana seguinte, dois concorrentes são eliminados. O prémio para o vencedor do Ídolos 2012 é uma bolsa de estudo na London Music School, uma das mais prestigiadas escolas de música do Mundo, em Londres, um contrato de gravação com a editora discográfica Universal e um automóvel Opel Corsa Go.

- Durante esta fase, existiu ainda uma fase de Ídolos para crianças, o "Ídolos Kids!". Para se candidatarem a mini-ídolo, crianças entre 7 e 14 anos devem gravar um vídeo de si próprios a cantar, criar um MEO Kanal (de comunicação) e carregar o vídeo neste canal. Semana após semana, a partir da 2.ª gala, um concorrente canta no início de cada gala, para na Final não só se decidir quem é o Próximo Ídolo de Portugal, mas também o Grande Mini-Ídolo, vencedor de uma viagem a Londres.

## Castings
- Os castings decorreram no Porto, Braga, Lisboa, Estoril.

## Vencedor
- Diogo Miguel Ramires Piçarra nasceu a 19 de outubro de 1990 em Faro. Tem um irmão gémeo chamado André. Desde cedo começou a sua paixão pela música e com 17 anos criou uma banda : "Fora da Bóia" que durou até 2011. Participou na 3.ª edição dos Ídolos tendo chegado à fase do Piano, contudo na 5.ª edição do Ídolos foi o vencedor ganhando assim um automóvel, uma bolsa de estudo na London Music School e a gravação de um CD com a editora Universal.

## Júri e Apresentadores
Júri:
- Manuel Moura dos Santos
- Bárbara Guimarães
- Tony Carreira
- Pedro Abrunhosa

Apresentadores:
- João Manzarra
- Cláudia Vieira

## Concorrentes
| Concorrente       | Idade | Localidade                   | Eliminação                          |
| ----------------- | ----- | ---------------------------- | ----------------------------------- |
| Diogo Piçarra     | 21    | Faro                         | Gala Final: 1.º Lugar               |
| Mariana Domingues | 17    | Maia                         | Gala Final: 2.º Lugar               |
| André Cruz        | 18    | Amadora                      | 9.ª Gala - 22 de Julho de 2012      |
| João Santos       | 20    | Rio Maior                    | 8.ª Gala - 15 de Julho de 2012      |
| Teresa Queirós    | 24    | Aveiro                       | 7.ª Gala - 8 de Julho de 2012       |
| Inês Herédia      | 22    | Estoril                      | 6.ª Gala - 1 de Julho de 2012       |
| Margarida Carriço | 16    | Cuba                         | 6.ª Gala - 1 de Julho de 2012       |
| Catarina Almada   | 23    | Porto                        | 4.ª Gala - 17 de Junho de 2012      |
| Mónica Mendes     | 18    | Cascais                      | 3.ª Gala - 10 de Junho de 2012      |
| André Abrantes    | 22    | Ericeira                     | 2.ª Gala - 3 de Junho de 2012       |
| Débora Teixeira   | 18    | Chaves                       | Semi Finalista - 27 de Maio de 2012 |
| Pablo Oliveira    | 16    | Costa da Caparica            | Semi Finalista - 27 de Maio de 2012 |
| Paulo Marques     | 19    | Santo António dos Cavaleiros | Semi Finalista - 27 de Maio de 2012 |
| Solange Muxanga   | 19    | Oeiras                       | Semi Finalista - 27 de Maio de 2012 |

## Galas

### 1.ª Gala (Semi-final) - Top 14(Meu Ídolo)
O Top 14 actuou ao vivo em televisão, no dia 27 de maio, cantando 1 música cada um. O tema das músicas foi "Meu Ídolo", então os concorrentes cantaram músicas dos seus maiores ídolos. Depois de todos os concorrentes terem actuado, os votos (100% do público) foram revelados. Primeiramente, foi revelado o Top 5 da votação popular, o qual passou à fase seguinte. De seguida, ao Júri coube a tarefa de salvar mais 5 concorrentes. É de referir que após serem eliminados Pablo Oliveira, Paulo Marques e Solange Muxanga, as concorrentes Débora Teixeira e Catarina Almada foram apuradas para a fase Wildcard. Desta Semifinal saiu o ilustre Top 10 do Ídolos 2012.
- Convidado: Mickael Carreira - "Dança Comigo"

| Ordem | Concorrente       | Canção                     | Resultado       |
| ----- | ----------------- | -------------------------- | --------------- |
| 1     | Débora Teixeira   | "Proud Mary"               | Wildcard        |
| 2     | André Abrantes    | "Haven't Met You Yet"      | Salvo (Júri)    |
| 3     | Mariana Domingues | "Turning Tables"           | Salva (Público) |
| 4     | João Santos       | "Frágil"                   | Salvo (Público) |
| 5     | Catarina Almada   | "Freedom! '90"             | Wildcard        |
| 6     | Diogo Piçarra     | "Fix You"                  | Salvo (Público) |
| 7     | Teresa Queirós    | "Valerie"                  | Salva (Júri)    |
| 8     | Solange Muxanga   | "Feeling Good"             | Eliminada       |
| 9     | Margarida Carriço | "Just Like Heaven"         | Salva (Público) |
| 10    | Paulo Marques     | "I Believe I Can Fly"      | Eliminado       |
| 11    | Pablo Oliveira    | "Easy"                     | Eliminado       |
| 12    | Mónica Mendes     | "If I Ain't Got You"       | Salva (Júri)    |
| 13    | André Cruz        | "Don't Look Back in Anger" | Salvo (Público) |
| 14    | Inês Herédia      | "Shake It Out"             | Salva (Júri)    |

#### Wild Card(Tema portuguêsA Cappella)
Nesta fase de Wildcard, o júri quis ouvir Débora Teixeira e Catarina Almada mais uma vez, a cappella e em português, com o intuito de esclarecer as suas dúvidas acerca de quem deveria fazer parte do Top 10 do Ídolos 2012. O Júri, finalmente, decidiu que Catarina Almada havia levado a melhor sobre Débora Teixeira, juntando-se ao lote de finalistas já apurados.
| Ordem | Concorrente     | Canção             | Resultado    |
| ----- | --------------- | ------------------ | ------------ |
| 1     | Débora Teixeira | "Sopro do Coração" | Eliminada    |
| 2     | Catarina Almada | "Chuva"            | Salva (Júri) |

### 2.ª Gala - Top 10(Século XXI)
O Top 10 actuou ao vivo em televisão, no dia 3 de junho, cantando 1 música cada um. O tema das músicas foi "Século XXI", então os concorrentes escolheram músicas celebrizados no Século XXI para interpretar. Depois de todos os concorrentes terem actuado, os votos (100% do público) foram revelados. O André Cruz e o André Abrantes foram os 2 menos votados, tendo saído o André Abrantes.
- Atuação de grupo (Top 10): "Umbrella"
- Convidado: Amor Electro - "Rosa Sangue"

| Ordem | Concorrente       | Canção                       | Ano  | Resultado     |
| ----- | ----------------- | ---------------------------- | ---- | ------------- |
| 1     | Inês Herédia      | "Domino"                     | 2011 | Salva         |
| 2     | João Santos       | "Seven Nation Army"          | 2003 | Salvo         |
| 3     | Catarina Almada   | "O Amor É Mágico"            | 2010 | Salva         |
| 4     | Margarida Carriço | "Last Nite"                  | 2001 | Salva         |
| 5     | Mariana Domingues | "Mama Do (Uh Oh, Uh Oh)"     | 2009 | Salva         |
| 6     | Diogo Piçarra     | "Sex on Fire"                | 2008 | Salvo         |
| 7     | André Cruz        | "Forget You!"                | 2010 | Menos Votados |
| 8     | Teresa Queirós    | "You Give Me Something"      | 2006 | Salva         |
| 9     | André Abrantes    | "Drops of Jupiter (Tell Me)" | 2001 | Eliminado     |
| 10    | Mónica Mendes     | "Put Your Records On"        | 2006 | Salva         |

### 3.ª Gala - Top 9(Música Portuguesa dos 80s)
O Top 9 actuou ao vivo em televisão, no dia 10 de junho, cantando 1 música cada um. O tema das músicas foi "Música Portuguesa dos 80s", então os concorrentes cantaram músicas lançadas nos Anos 80, exclusivamente em português. Depois de todos os concorrentes terem actuado, os votos (100% do público) foram revelados. O João Santos, a Mónica Mendes e a Teresa Queirós foram os 3 menos votados, tendo saído a Mónica Mendes.
- Atuação de grupo (Top 9): "Inventor / Amor / Paixão"
- Convidado: Miguel Ângelo - "Precioso"

| Ordem | Concorrente       | Canção                         | Ano  | Resultado     |
| ----- | ----------------- | ------------------------------ | ---- | ------------- |
| 1     | João Santos       | "Amanhã de Manhã"              | 1980 | Menos Votados |
| 2     | Mariana Domingues | "Por Quem Não Esqueci"         | 1989 | Salva         |
| 3     | Diogo Piçarra     | "Estou Além"                   | 1982 | Salvo         |
| 4     | Teresa Queirós    | "Telepatia"                    | 1981 | Menos Votados |
| 5     | Mónica Mendes     | "O Anzol"                      | 1988 | Eliminada     |
| 6     | Margarida Carriço | "Com Um Brilhozinho Nos Olhos" | 1981 | Salva         |
| 7     | Inês Herédia      | "O Homem do Leme"              | 1985 | Salva         |
| 8     | Catarina Almada   | "Dessas Juras Que Se Fazem"    | 1986 | Salva         |
| 9     | André Cruz        | "Pó de Arroz"                  | 1981 | Salvo         |

### 4.ª Gala - Top 8(The Beatles)
O Top 8 actuou ao vivo em televisão, no dia 17 de junho, cantando 1 música cada um. O tema das músicas foi "The Beatles", então os concorrentes interpretaram unicamente músicas originais dos Beatles. Depois de todos os concorrentes terem actuado, os votos (100% do público) foram revelados. O João Santos, a Mónica Mendes e a Teresa Queirós foram os 3 menos votados, tendo saído a Mónica Mendes.
- Atuação de grupo (Top 8): "All You Need Is Love / Can't Buy Me Love"
- Convidado: Filipe Pinto - "Insónia"

| Ordem | Concorrente       | Canção                         | Resultado     |
| ----- | ----------------- | ------------------------------ | ------------- |
| 1     | Teresa Queirós    | "Come Together"                | Menos Votados |
| 2     | Catarina Almada   | "Let It Be"                    | Eliminada     |
| 3     | André Cruz        | "Don't Let Me Down"            | Salvo         |
| 4     | Margarida Carriço | "Hey Jude"                     | Salva         |
| 5     | Mariana Domingues | "While My Guitar Gently Weeps" | Salva         |
| 6     | Diogo Piçarra     | "Yesterday"                    | Salvo         |
| 7     | Inês Herédia      | "Twist and Shout"              | Salva         |
| 8     | João Santos       | "Help!"                        | Salvo         |

### 5.ª Gala - Top 7(Canções de Cinema)
O Top 7 actuou ao vivo em televisão, no dia 24 de junho, cantando 1 música cada um. O tema das músicas foi "Canções de Cinema", então os concorrentes cantaram músicas quem são parte da banda sonora de um filme. Depois de todos os concorrentes terem actuado, os votos (100% do público) foram revelados. A Inês Herédia, a Mariana Domingues e o João Santos foram os 3 menos votados, tendo sido menos votado o João Santos. No entanto, o júri decidiu usufruir do seu poder de resgate e salvou João Santos da eliminação. É de referir que na gala seguinte seriam eliminados dois concorrentes.
- Atuação de grupo (Top 7): Canção da Roupa Branca / Cantiga da Rua
- Convidado: José Cid - "Tocas Piano Como Quem Faz Amor" / "Mais Um Dia" / "20 Anos" / "Na Cabana Junto à Praia" / "Minha Música" / "Um Louco Amor" / "Como o Macaco Gosta de Banana"

| Ordem | Concorrente       | Canção                              | Filme                               | Resultado     |
| ----- | ----------------- | ----------------------------------- | ----------------------------------- | ------------- |
| 1     | João Santos       | "Hero"                              | Homem-Aranha                        | Salvo         |
| 2     | Mariana Domingues | "Roxanne"                           | Moulin Rouge!                       | Menos Votados |
| 3     | André Cruz        | "(Everything I Do) I Do It for You" | Robin Hood - O Príncipe dos Ladrões | Salvo         |
| 4     | Margarida Carriço | "I Don't Want to Miss a Thing"      | Armageddon                          | Salva         |
| 5     | Inês Herédia      | "Can You Feel the Love Tonight"     | O Rei Leão                          | Menos Votados |
| 6     | Diogo Piçarra     | "Creep"                             | A Rede Social                       | Salvo         |
| 7     | Teresa Queirós    | "Walking On Sunshine"               | Olha Quem Fala                      | Salva         |

### 6.ª Gala - Top 7(Grandes Músicas Portuguesas)
O Top 7 actuou ao vivo em televisão, no dia 1 de julho, cantando 1 música cada um. O tema das músicas foi "Grandes Músicas Portuguesas", então os concorrentes apenas interpretaram grandes temas, estritamente em português. Depois de todos os concorrentes terem actuado, os votos (100% do público) foram revelados. O André Cruz, a Inês Herédia e a Margarida Carriço foram os 3 menos votados, tendo sido eliminadas duas concorrentes, devido ao resgate de João Santos pelo júri na 5.ª Gala: a Inês Herédia e a Margarida Carriço (classificando-se em 6.º e 7.º lugar, respetivamente).
- Convidado: Mónica Ferraz - "Golden Days"

| Ordem | Concorrente       | Canção                           | Resultado     |
| ----- | ----------------- | -------------------------------- | ------------- |
| 1     | Inês Herédia      | "Perdidamente"                   | Eliminada     |
| 2     | João Santos       | "Lado Lunar"                     | Salvo         |
| 3     | Mariana Domingues | "Fácil de Entender"              | Salva         |
| 4     | Teresa Queirós    | "Eu Sei"                         | Salva         |
| 5     | André Cruz        | "Carta"                          | Menos Votados |
| 6     | Diogo Piçarra     | "Se Eu Fosse Um Dia O Teu Olhar" | Salvo         |
| 7     | Margarida Carriço | "Foram Cardos, Foram Prosas"     | Eliminada     |

### 7.ª Gala - Top 5(Escolha do Público & Escolha do Júri)
O Top 5 actuou ao vivo em televisão, no dia 8 de julho, cantando 2 músicas cada um. Os temas das músicas foram "Escolha do Público", então os concorrentes cantaram uma música escolhida pelo público no site da RFM, a rádio oficial do Ídolos e outra escolhida pelo júri. Depois de todos os concorrentes terem actuado, os votos (100% do público) foram revelados. O André Cruz e a Teresa Queirós foram os 2 menos votados, tendo saído a Teresa Queirós. 
- Convidado: João Só & Lúcia Moniz - "Sorte Grande"

| Ordem | Concorrente       | Canção                             | Escolha | Resultado     |
| ----- | ----------------- | ---------------------------------- | ------- | ------------- |
| 1     | Mariana Domingues | "Stronger (What Doesn't Kill You)" | Público | Salva         |
| 2     | André Cruz        | "Marry You"                        | Público | Menos Votados |
| 3     | Teresa Queirós    | "The One That Got Away"            | Público | Eliminada     |
| 4     | Diogo Piçarra     | "Somebody That I Used to Know"     | Público | Salvo         |
| 5     | João Santos       | "Where the Streets Have No Name"   | Público | Salvo         |
|       |                   |                                    |         |               |
| 6     | Teresa Queirós    | "Índios da Meia-Praia"             | Júri    | Eliminada     |
| 7     | André Cruz        | "Voar"                             | Júri    | Menos Votados |
| 8     | Mariana Domingues | "Eu Sei que Vou Te Amar"           | Júri    | Salva         |
| 9     | João Santos       | "Postal dos Correios"              | Júri    | Salvo         |
| 10    | Diogo Piçarra     | "Ana Lee"                          | Júri    | Salvo         |

### 8.ª Gala - Top 4(Grandes Sucessos)
O Top 4 actuou ao vivo em televisão, no dia 15 de julho, cantando 2 músicas cada um. O tema das músicas foi "Grandes Sucessos", então os concorrentes cantaram apenas temas que se revelaram sucessos estrondosos no Mundo da Música. Depois de todos os concorrentes terem actuado, os votos (100% do público) foram revelados. O João Santos e o Diogo Piçarra foram os 2 menos votados, tendo saído o João Santos.
- Convidado: t-JAYS - "Beggin'"

| Ordem | Concorrente       | Canção                            | Resultado     |  |
| ----- | ----------------- | --------------------------------- | ------------- |  |
| 1     | André Cruz        | "Eye of the Tiger"                | Salvo         |  |
| 2     | João Santos       | "Light My Fire"                   | Eliminado     |  |
| 3     | Mariana Domingues | "I Will Survive"                  | Salva         |  |
| 4     | Diogo Piçarra     | "Hotel California"                | Menos Votados |  |
|       |                   |                                   |               |  |
| 5     | João Santos       | "Hit the Road Jack"               | Eliminado     |  |
| 6     | Diogo Piçarra     | "The Whole of the Moon"           | Menos Votados |  |
| 7     | André Cruz        | "Tears in Heaven"                 | Salvo         |  |
| 8     | Mariana Domingues | "Sweet Dreams (Are Made of This)" | Salva         |  |

### 9.ª Gala - Top 3(3 Canções, 3 Idiomas)
O Top 3 actuou ao vivo em televisão, no dia 22 de julho, cantando 3 músicas cada um. O tema das músicas foi "3 Canções, 3 Idiomas", então os concorrentes cantaram 3 temas de 3 idiomas diferentes. Depois de todos os concorrentes terem actuado, os votos (100% do público) foram revelados. O André Cruz e o Diogo Piçarra foram os 2 menos votados, tendo saído o André Cruz.
- Convidado: Diana Monteiro - "What You Looking At?"

| Ordem | Concorrente       | Canção             | Idioma    | Resultado     |
| ----- | ----------------- | ------------------ | --------- | ------------- |
| 1     | Diogo Piçarra     | "Perdóname"        | Espanhol  | Menos Votados |
| 2     | Mariana Domingues | "Je T'ai Menti"    | Francês   | Salva         |
| 3     | André Cruz        | "Corazón Espiñado" | Espanhol  | Eliminado     |
|       |                   |                    |           |               |
| 4     | Mariana Domingues | "I'm Like a Bird"  | Inglês    | Salva         |
| 5     | André Cruz        | "I Won't Give Up"  | Inglês    | Eliminado     |
| 6     | Diogo Piçarra     | "Skinny Love"      | Inglês    | Menos Votados |
|       |                   |                    |           |               |
| 7     | André Cruz        | "Sol de Inverno"   | Português | Eliminado     |
| 8     | Diogo Piçarra     | "Chaga"            | Português | Menos Votados |
| 9     | Mariana Domingues | "Canção do Mar"    | Português | Salva         |

### 10.ª Gala - Top 2(Final)
O Top 2 actuou ao vivo em televisão, no dia 29 de julho, cantando 3 músicas cada um: uma em português, outra em inglês e outra em dueto com Vanessa da Mata, sendo as três inteiramente da sua escolha. Depois de todos os concorrentes terem actuado, os votos (100% do público) foram revelados. A partir deste dia, Diogo Piçarra é considerado o Novo Ídolo de Portugal!
- Atuação de grupo (Top 2): "Don't Let the Sun Go Down on Me"
- Convidado: Miguel Araújo - "Os Maridos das Outras"

| Ordem | Concorrente       | Canção                                | Resultado |
| ----- | ----------------- | ------------------------------------- | --------- |
| 1     | Mariana Domingues | "Thriller"                            | 2.º Lugar |
| 2     | Diogo Piçarra     | "Nothing Else Matters"                | 1.º Lugar |
|       |                   |                                       |           |
| 3     | Mariana Domingues | "Ai, Ai, Ai..." (com Vanessa da Mata) | 2.º Lugar |
| 4     | Diogo Piçarra     | "As Palavras" (com Vanessa da Mata)   | 1.º Lugar |
|       |                   |                                       |           |
| 5     | Diogo Piçarra     | "A Máquina"                           | 1.º Lugar |
| 6     | Mariana Domingues | "Flutuo"                              | 2.º Lugar |

## Resultados
| Fase: | Fase:             | Semifinal  | Wildcard   | 10 Finalistas | 10 Finalistas | 10 Finalistas | 10 Finalistas | 10 Finalistas | 10 Finalistas | 10 Finalistas | 10 Finalistas | 10 Finalistas |
| Gala: | Gala:             | 27/05      | 27/05      | 03/06         | 10/06         | 17/06         | 24/06         | 01/07         | 08/07         | 15/07         | 22/07         | 29/07         |
| Lugar | Concorrentes      | Resultados | Resultados | Resultados    | Resultados    | Resultados    | Resultados    | Resultados    | Resultados    | Resultados    | Resultados    | Resultados    |
| 1     | Diogo Piçarra     | SPP        |            |               |               |               |               |               |               | MV            | MV            | 1º Lugar      |
| 2     | Mariana Domingues | SPP        |            |               |               |               | MV            |               |               |               |               | 2º Lugar      |
| 3     | André Cruz        | SPP        |            | MV            |               |               |               | MV            | MV            |               | Eliminado     |               |
| 4     | João Santos       | SPP        |            |               | MV            |               | Salvo         |               |               | Eliminado     |               |               |
| 5     | Teresa Queirós    | SPJ        |            |               | MV            | MV            |               |               | Eliminada     |               |               |               |
| 6/7   | Inês Herédia      | SPJ        |            |               |               |               | MV            | Eliminadas    |               |               |               |               |
| 6/7   | Margarida Carriço | SPP        |            |               |               |               |               | Eliminadas    |               |               |               |               |
| 8     | Catarina Almada   | W          | SPJ        |               |               | Eliminada     |               |               |               |               |               |               |
| 9     | Mónica Mendes     | SPJ        |            |               | Eliminada     |               |               |               |               |               |               |               |
| 10    | André Abrantes    | SPJ        |            | Eliminado     |               |               |               |               |               |               |               |               |
| 11    | Débora Teixeira1  | W          | Eliminada  |               |               |               |               |               |               |               |               |               |
| 12-14 | Pablo Oliveira    | Eliminados |            |               |               |               |               |               |               |               |               |               |
| 12-14 | Paulo Marques     | Eliminados |            |               |               |               |               |               |               |               |               |               |
| 12-14 | Solange Muxanga   | Eliminados |            |               |               |               |               |               |               |               |               |               |

| Raparigas | Rapazes | Vencedor(a) | Salvo Pelo Público - Semifinal | Salvo Pelo Júri - Semifinal |

| Apurado(a) para a fase Wildcard | Mais votados pelo público | Menos votados pelo público | Eliminado(a) | Salvo(a) pelo Júri |

- 1 Antes da Catarina Almada levar a melhor e preencher o último lugar no Top 10 e a Débora Teixeira ser eliminada, o júri quis ouvi-las cantar mais uma vez, para decidir quem levaria melhor e ficava no Ídolos.